# Praga Bohema

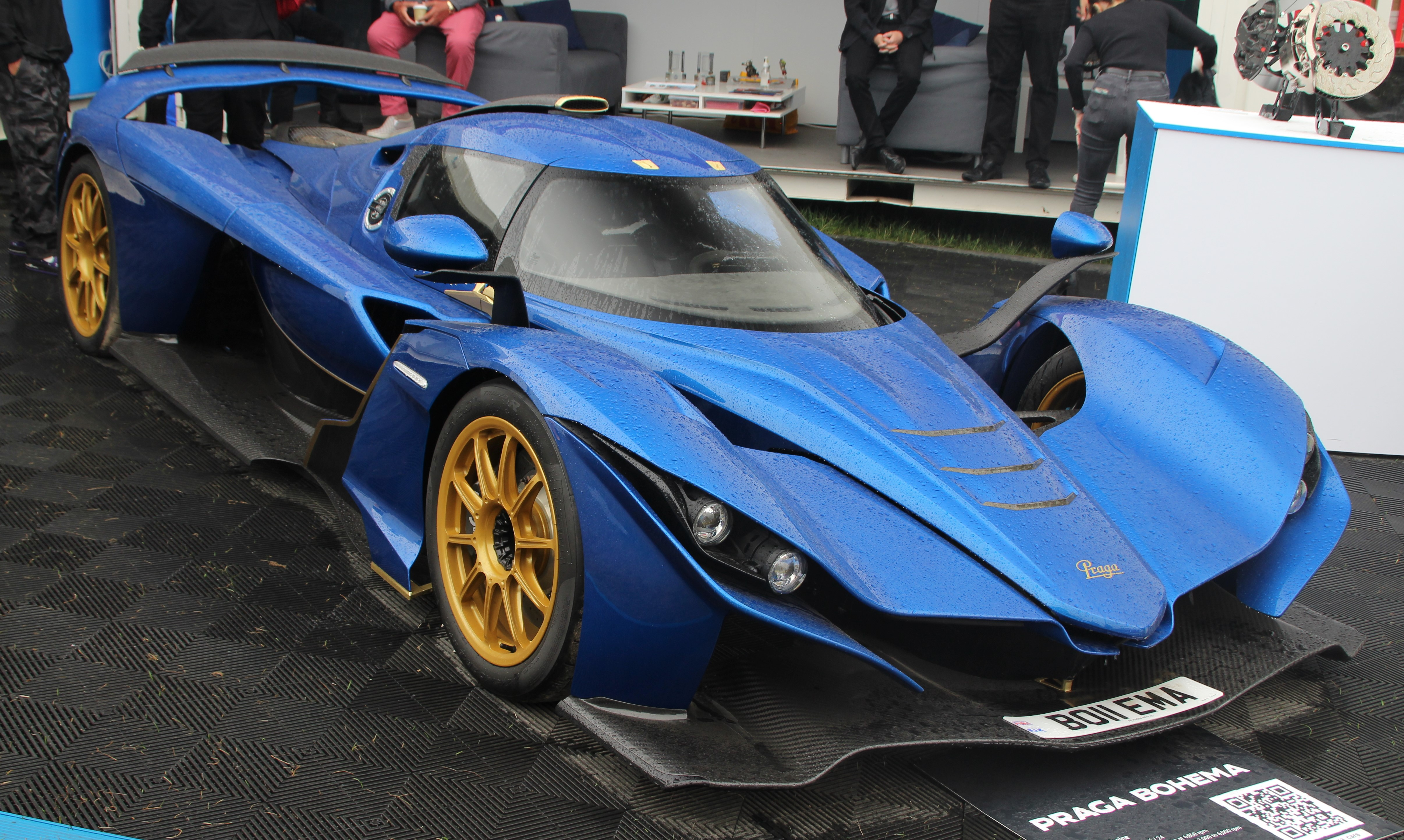
Praga Bohema

De Praga Bohema is een hypercar van het Tsjechische automerk Praga. De Bohema is geïnspireerd op een formule 1-auto. Van de Bohema worden in totaal 89 exemplaren gebouwd wat verwijst naar het 89 jarige bestaan van Praga in 2023.  Op 6 december 2024 werd de eerste Praga Bohema in Nederland overhandigd aan zijn Nederlandse eigenaar bij Next Level Cars in Waardenburg. De auto werd overhandigd aan de McLarenTwins.